# Закон України «Про запобігання фінансової катастрофи та створення передумов для економічного зростання в Україні»
Зако́ну Украї́ни «Про запобігання фінансової катастрофи та створення передумов для економічного зростання в Україні» № 1166-VII — закон, прийнятий Верховною Радою України 27 березня 2014 року. Набув чинності 1 квітня 2014 року.
Закон складається з чотирьох розділів:
- розділ I вносить зміни до Податкового кодексу;
- розділ II вносить зміни до 28 законів та Кодексу цивільного захисту України;
- розділ III зупиняє дію частини другої статті 42 Закону України «Про загальнообов'язкове державне пенсійне страхування» до стабілізації економічної ситуації в країні;
- розділ IV містить прикінцеві положення.

## Зміни в оподаткуванні
З набранням чинності вказаним Законом відбулися такі зміни в системі оподаткування:
- Фіксація ставки ПДВ на рівні 20 %, податку на прибуток — 18 %.
- Запроваджено пенсійний збір при купівлі валюти в розмірі 0,5 %.
- Введено ПДВ на ліки в розмірі 7 %.
- Посилення оподаткування посилок з-за кордону. Досі міжнародні поштові відправлення вартістю до 300 євро не обкладалися ПДВ. Тепер поріг вартості знижений до 150 євро.
- Податок на нерухомість будуть нараховувати на загальну площу (понад 120 м²).
- Прибутковий податок будуть нараховувати за прогресивною шкалою. Відповідно до прийнятого закону, ставка 15 % залишиться для щомісячних доходів, що не перевищують десять прожиткових мінімумів (12,18 тис. грн.). Особи, які заробляють на місяць від 10 до 17 прожиткових мінімумів (12,18 — 20,706 тис. грн.), Будуть платити 17 %; від 17 до 33 мінімумів (20,706 — 40,194 тис. грн.) — 20 %; від 33 до 66 (40,194 — 80,388 тис. грн.) — 25 %; понад 66 (від 80,388 тис. грн.) прожиткових мінімумів — 30 %.
- Ставки акцизного збору на алкогольні напої та тютюнові вироби будуть підвищені на 25 %, а на пиво — на 42,5 %.
- Правоохоронні органи — МВС, СБУ, Управління держохорони, прокуратура — повинні оптимізувати чисельність співробітників. У МВС передбачається звільнити 79,4 тис. осіб (з 324,4 до 245 тис.), в СБУ — 3,35 тис. (з 33,5 до 30,15 тис.), в Управлінні держохорони — 299 осіб (з 2993 до 2694) і в прокуратурі — 2,263 тис. осіб (з 22,63 до 20,367 тис.).
- Скорочення розміру пенсій держслужбовцям, суддям, прокуророрам, слідчим, працівникам органів місцевого самоврядування, дипломатам та ін.
- Допомога при народженні дитини становитиме 41,28 тис. грн., не залежно яка це за рахунком дитина.
- Замороження мінімальної зарплати, прожиткового мінімуму і пенсій.

## Критика
Лідер партії «5.10» Геннадій Балашов вважає, що після Євромайдану не відбулося жодних змін в політичній системі країни, а змінилися тільки люди при владі і що Уряд Арсенія Яценюка не пропонує нічого нового, а є таким ж, як і олігархічний Уряд Миколи Азарова, діяльність якого спрямована не на реформи, а на підвищення податків і розкрадання Державного бюджету.